# Florenc (metropolitana di Praga)
Florenc è una stazione della metropolitana di Praga che serve come unico punto di interscambio tra la linea B e la linea C.

## Storia
La stazione della linea C, con il nome di Sokolovská, è stata attivata il 5 settembre 1974, come capolinea meridionale della sezione originale della linea, che arrivava fino a Nádraží Holešovice (inizialmente chiamata Fučíkova). Restò un capolinea fino al prolungamento della linea avvenuto nel 1984.
La stazione della linea B è stata attivata il 2 novembre 1985, come capolinea della sezione originale della linea, che arrivava fino a Smíchovské nádraží. Restò un capolinea fino al prolungamento della linea fino a Českomoravská avvenuto nel 1990.
Dal giugno 2022, il vestibolo della stazione è in fase di ristrutturazione a lungo termine.

## Strutture e impianti
Ciascuna stazione è sotterranea ed è dotata di due binari, serviti da una banchina centrale.

## Servizi
La stazione è dotata di ascensori per le persone a mobilità ridotta.
- Biglietteria
- Servizi igienici

## Interscambi
- Fermata autobus (linee 133, 135, 175, 194, RegioJet e altri autobus)[3]
- Fermata tram (linee 8, 12 e 29)[3]